# Kaarlo Juho Ståhlberg
Kaarlo Juho Ståhlberg (28. ledna 1865, Suomussalmi – 22. září 1952, Helsinky) byl finský právník a politik. V rozmezí let 1908–1918 pracoval jako profesor práv na Helsinské univerzitě. Dále stál u zrodu Finské národní pokrokové strany.
Po vzniku samostatného Finska v roce 1917 se stal aktivním v politickém životě, což jej dovedlo roku 1919 do úřadu prvního prezidenta nezávislého Finska (jeho mandát vypršel roku 1925). Účastnil se také voleb v roce 1931 a 1937 (finský prezident úřaduje vždy šest let), ale ani jednou nezískal potřebný počet hlasů pro zvolení.

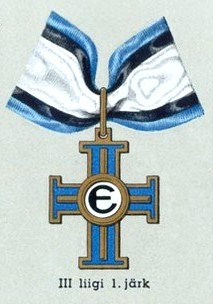
Estonský kříž Svobody

Roku 1920 získal estonské vyznamenání "Kříž Svobody" první třídy.